# Burgstall Hoheneck
Der Burgstall Hoheneck, auch Hohenegg geschrieben, ist eine abgegangene Höhenburg vom Typus einer Turmburg auf 665 m ü. NHN etwa 175 Meter nordnordöstlich vom „Peterbauer“, westlich des Tölzer Isarstausees beim Ortsteil Oberfischbach der Gemeinde Wackersberg im Landkreis Bad Tölz-Wolfratshausen in Bayern. Die Anlage wird als Bodendenkmal unter der Aktennummer D-1-8235-0017 im Bayernatlas als „Burgstall des hohen und späten Mittelalters ("Hoheneck")“ geführt.

## Geschichte
Laut Stephan Bammer, dem Verfasser der „Chronik der Gemeinde Wackersberg“, wurde die Burg Hoheneck erstmals um 1155 erwähnt. Adalbero und Richer, aus dem Geschlecht der Hohenburger, benannten ihre Seitenlinie nach der Burg. 1172 ist ein Rickher von Hoheneck genannt, er war damals Kreuzfahrer während des Kreuzzuges Heinrichs des Löwen, vermutlich starb er bei dem Unternehmen. 1257 ging die Burg dann in den Besitz des Klosters Tegernsee über. Bereits im 14. Jahrhundert soll die Burg aufgegeben worden sein und 1394 wurde sie in einer Tauschurkunde als Burgstall erwähnt, dabei wurde sie zusammen mit der früheren Burg Reichersbeuren, einem heutigen Schloss, von Otto von Pienzenau gegen die Burg Hartmannsberg an den bayerischen Herzog Stephan III. eingetauscht. 1578 war die Burg im Besitz von Hörwart von Hohenburg.

## Beschreibung

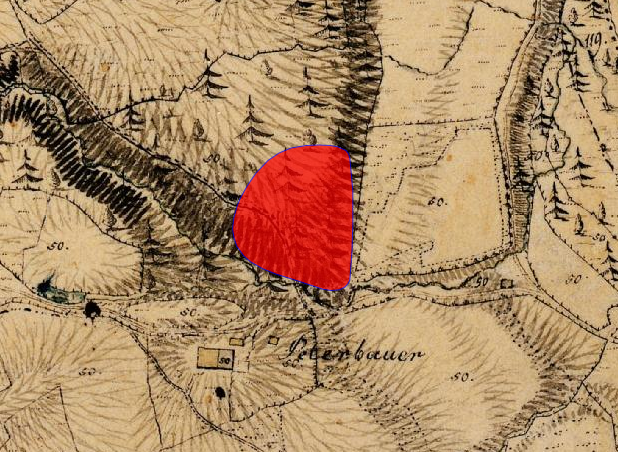
Lageplan von Burgstall Hoheneck auf dem Urkataster von Bayern

Die Anlage liegt am Rand des östlichen Isarhochufers. Die Südkante bildet der starke Einschnitt des Peterbauernbachs, durch den sich ein natürlicher Hügelsporn im Gelände bildet. Auf allen Seiten sind mehrfach gestaffelte, bis zu 6 m tiefe Gräben und Wälle erhalten. Im Zentrum ist eine leichte rechteckige Erhebung von ca. 12 × 14 m erkennbar. An die Burg erinnern heute die Ortsbezeichnungen Bürg, Burgstein und Hoheneck.

## Sage
Einst lebten zwei Schwestern auf der Burg, eine davon war jedoch blind. Von ihrer sehenden Schwester wurde diese um Goldeinnahmen betrogen. Als dies aufkam, warf die blinde Schwestern im Zorn einen Kerzenständer um, worauf die Burg abbrannte, was zum Untergang der Burg Hoheneck führte.